# Gato de Kellas
El gato de Kellas es un pequeño felino negro encontrado en Escocia. Una vez se pensó que era un gato salvaje mitológico y los pocos avistamientos fueron tomados como farsas. A un espécimen se le disparó y mató en 1984 por un guarda de coto llamado Ronnie Douglas y se descubrió que era un híbrido de un gato salvaje y uno doméstico. No es una raza formal de gato, sino una variedad de felinos híbridos. El espécimen fue nombrado por el criptozoólogo Karl Shuker llevando el nombre de Kellas, Moray, donde fue avistado por primera vez. Shuker sugirió que el gato sidhe de la leyenda celta está basada en el folclore de los gatos de Kellas.
El gato de Kellas es descrito como midiendo 65 cm (25 pulgadas), con potentes y largos piernas traseras y una cola que puede crecer hasta 30 cm (12 pulgadas). Un espécimen es mantenido en un museo en Elgin.
Un investigador del Museo Nacional de Escocia examinó ocho especímenes de gatos Kellas. Un cadáver ya estaba en la colección del Museo; los siete restantes fueron proporcionados por Di Francis, a quien Thomas describe como un "escritor, investigador y naturalista práctico". Identificó a uno de los animales como un gato montés melanístico; este macho juvenil fue el primer gato montés documentado como melanístico en Escocia. Se concluyó que la mayoría de los otros especímenes examinados eran híbridos pero estaban más estrechamente alineados con el gato montés escocés; solo un híbrido se inclinó más hacia un gato doméstico.
El gato Kellas se describe como de veinticuatro a treinta y seis pulgadas (61 a 91 cm) de largo, con patas traseras largas y poderosas y una cola que puede llegar a medir alrededor de doce pulgadas (30 cm) de largo; su peso varía de cinco a quince libras (2.3 a 6.8 kg). El animal atrapado en 1984 medía quince pulgadas (38 cm) a la altura del hombro y cuarenta y tres pulgadas (110 cm) de longitud. Un espécimen se guarda en un museo en Elgin. El Museo de Zoología de la Universidad de Aberdeen también tiene un espécimen montado que fue encontrado durante 2002 en el área de Insch de Aberdeenshire.